# Aitarō Masuko
Aitarō Masuko (益子 愛太郎, Masuko Aitarō), 1882-1968, est un photographe japonais.